# Fotboll i Uruguay
Fotboll är landets mest populära sport.

## Klubbfotboll
Primera División de Uruguay är den högsta divisionen i Uruguay. Nedflyttning sker till Segunda División Profesional de Uruguay. Uruguays mest framgångsrika lag är Peñarol och Nacional.

## Landslag

### Herrar

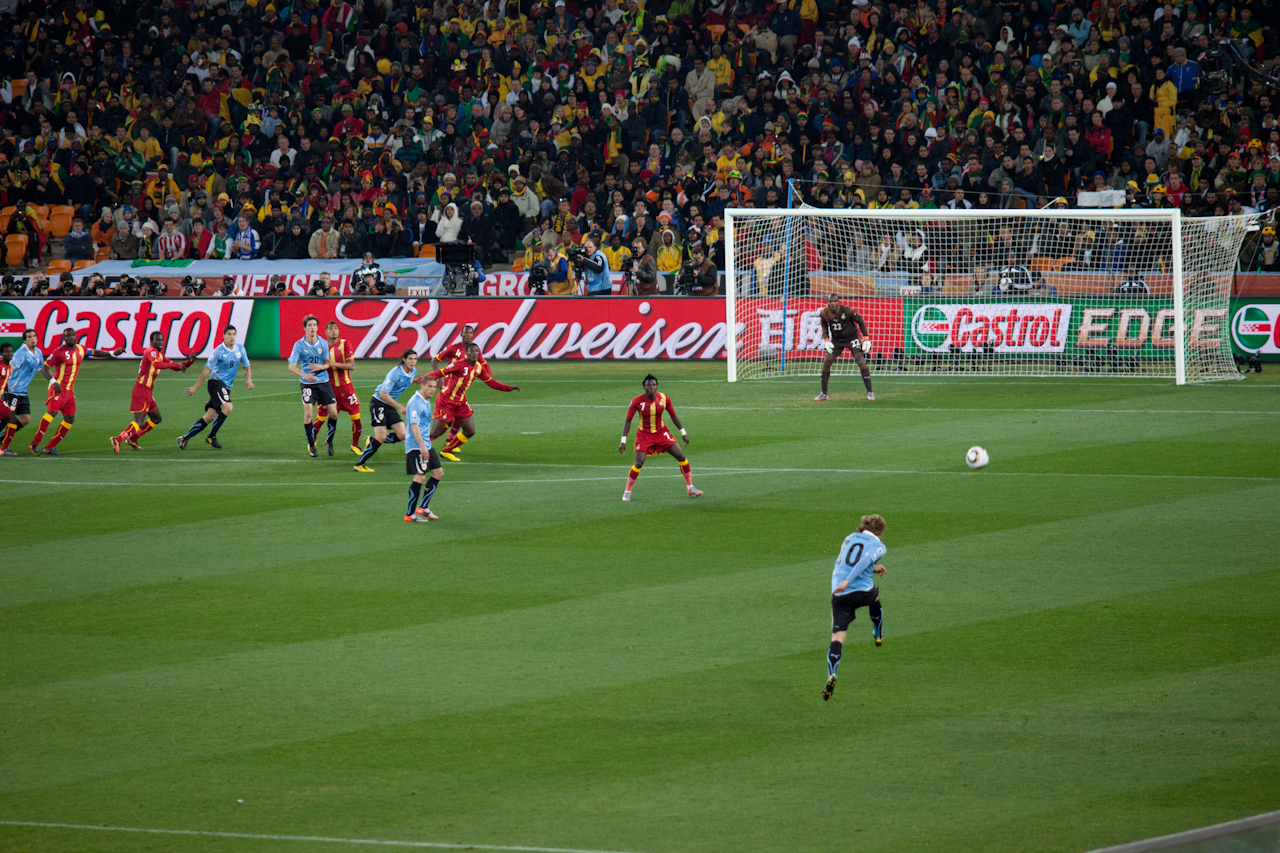
Uruguay spelar mot Ghana i VM 2010 i Sydafrika.

Uruguays herrlandslag är det mest framgångsrika landslaget i Uruguay och rankas på 3:e plats i världen (april 2012). Man vann den första upplagan av VM 1930 efter att man vunnit mot Argentina i finalen. Man vann även VM 1950 efter att man hade vunnit mot Brasilien i finalen. Man har även vunnit Copa América flest gånger (15 vinster). I VM 2010 imponerade man stort. Man kom etta i gruppen med 7 poäng och 4-0 i målskillnad. I åttondelen vann man mot Sydkorea med 2-1. I kvartsfinalen mot Ghana var man ytterst nära att åka ur. 1-1 efter ordinarie tid och matchen gick till förlängning och i förlängningens sista minut fick Ghana en frispark på offensiv planhalva. Ghana slog in ett inlägg i straffområdet som Fernando Muslera kom ut fel på och Luis Suárez räddade bollen på mållinjen två gånger, andra gången med händerna. Straff för Ghana, men Asamoah Gyan sköt i ribban. I straffläggningen räddade Fernando Muslera två straffar och Uruguay vann matchen med 4-2. Man förlorade sen semifinalen mot Holland med 3-2 och man förlorade sedan även bronsmatchen mot Tyskland med 3-2 och kom på 4:e plats i VM. Detta blev 3:e gången man slutade på en 4:e plats i VM.

### Damer
Uruguays damlandslag rankas på 71:a plats i världen. Uruguays damlandslag är långt ifrån lika framgångsrika som Uruguays herrlandslag, men hade en framgång i Sudamericano Femenino 2006 då man kom trea.

### Fotnoter
1. ↑  Uruguay vs Ghana VM 2010 Gyan straff
2. ↑  Ghana vs Uruguay straffar